# Lac Bleu (Croatie)
Pour les articles homonymes, voir Lac Bleu.
Le lac Bleu (Modro jezero ou Plavo jezero en croate) est un lac karstique situé à l'intérieur d'une doline près de la localité d'Imotski, dans le sud de la Croatie.

## Description
Le lac Bleu se trouve dans une doline formant un gouffre profond, issue de l'effondrement du plafond d'une vaste grotte ou salle  souterraine. 
Les dimensions maximales du lac sont d'environ 800 mètres sur 500 mètres ; elles varient considérablement en raison de changements du niveau d'eau selon les saisons. Ainsi à la fin de l'été, le lac peut disparaître complètement.
La profondeur totale du bord supérieur de la doline jusqu'au niveau de l'eau varie entre 400 m et 900 mètres, car la profondeur de l'eau varie selon la saison. Au printemps, lorsque la neige fond des montagnes environnantes, la profondeur du lac peut atteindre 90 mètres et dépasser parfois les 100 mètres. Ainsi, en 1914 la hauteur d'eau a atteint 114 mètres et le lac a commencé à déborder du côté sud où le bord de la doline est le plus bas.
En 1942, un séisme a entraîné un glissement de terrain qui a comblé partiellement le lac, faisant diminuer sa profondeur.

## Attractions touristiques

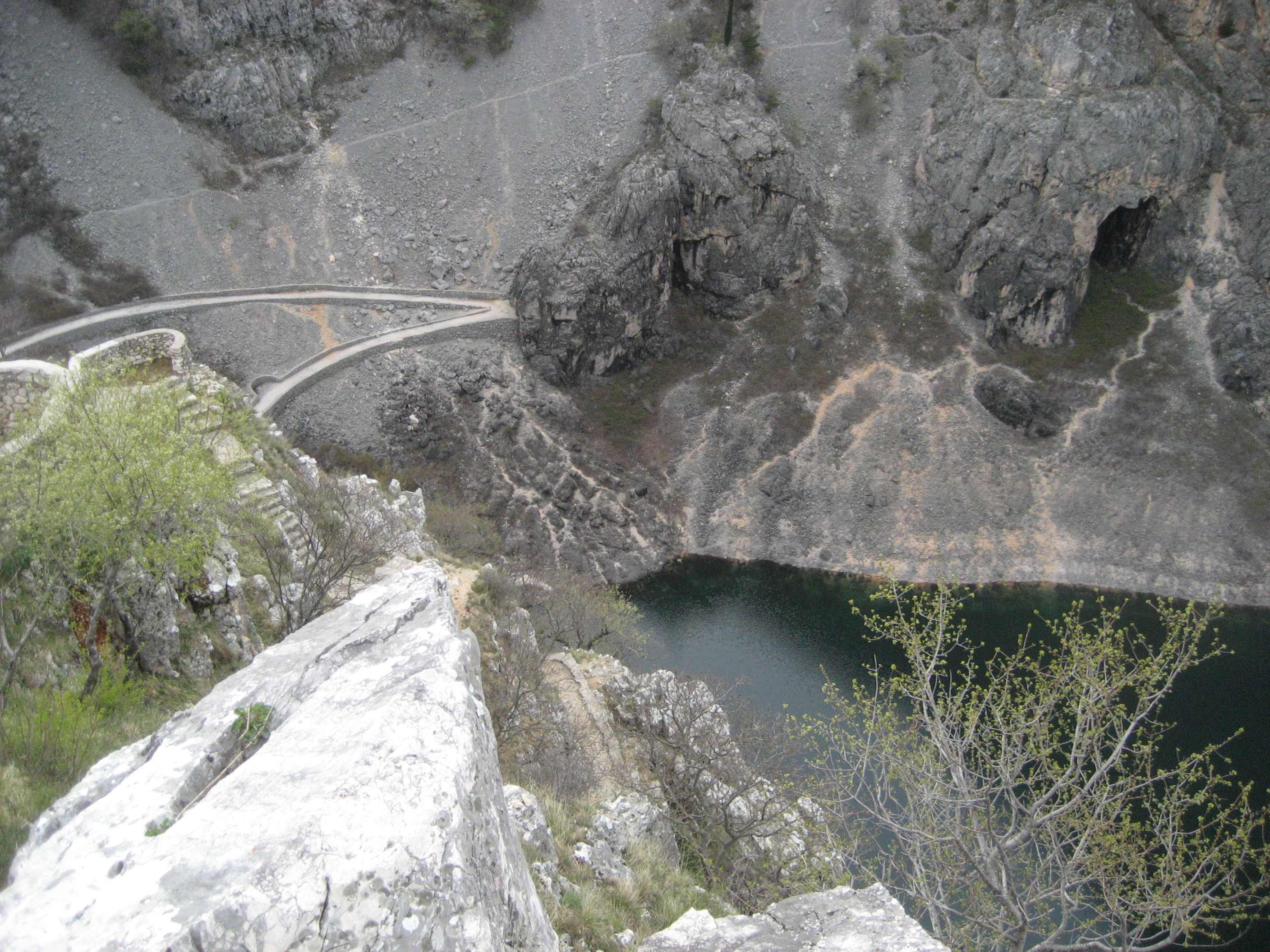
Chemin d'accès au lac Bleu.

Un chemin a été créé jusqu'au bord du lac pour la visite de l'empereur François-Joseph Ier. Les habitants d'Imotski se baignent volontiers dans ses eaux bleutées. 
De gros rochers immergés, auxquels les habitants locaux ont donné des noms (Katavić, Jakićin, Pavić), permettent d'apprécier les variations de hauteur d'eau dans le lac.
En été, lors du manque d'eau, le lieu devient un vaste terrain de jeux, notamment pour jouer au football.
Près du lac Bleu s'étale le vieux bourg fortifié de Topana à l'origine de la localité d'Imotski. 
À un kilomètre du lac Bleu se trouve le grand lac Rouge, autre doline noyée.